# Алики (Пијерија)
Алики (грч. Αλυκή) је приморско насељено место у општини Пидна-Колиндрос у периферији Средишња Македонија, Грчка. Према попису из 2021. године било је 24 становника.
Насеље се први пут помиње на попису из 1920. године са четири житеља. Од 1951. до 1991. године Алики се није водио као посебно насеље, већ као део села Китрос. Село се раније звало Тузла.